# 1977 RQ19
1977 RQ19 är en asteroid i huvudbältet som upptäcktes den 9 september 1977 av den amerikanska astronomen C. Michelle Olmstead vid Palomarobservatoriet.
Asteroiden har en diameter på ungefär 2 kilometer.